# Jürgen Taeger

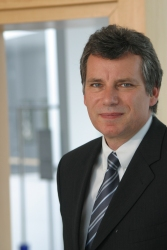
Jürgen Taeger

Jürgen Taeger (* 5. Juni 1954 in Hannover; † 18. Januar 2025) war ein deutscher Rechtswissenschaftler. Er war Inhaber des Lehrstuhls für Bürgerliches Recht, Handels- und Wirtschaftsrecht an der Carl von Ossietzky Universität Oldenburg. Taeger forschte und lehrte im Schwerpunkt zu Fragen des Wirtschaftsrechts und des Informationsrechts. Er war verheiratet und hatte drei erwachsene Kinder.

## Beruflicher Werdegang
Jürgen Taeger studierte Rechtswissenschaften und Sozialwissenschaften an der Freien Universität Berlin und an der Universität Hannover. Er wurde 1987 an der Universität Hannover über „Die Offenbarung von Betriebs- und Geschäftsgeheimnissen“ promoviert. Die Universität Hannover habilitierte ihn 1995 mit einer Arbeit über „Außervertragliche Haftung für fehlerhafte Computerprogramme“ und verlieh ihm die venia legendi für Bürgerliches Recht, Wirtschafts- und Arbeitsrecht sowie Rechtsinformatik.
Nach Vertretung einer Professur von 1991 bis 1993 an der Universität Lüneburg und Lehrstuhlvertretungen von 1994 bis 1996 in Hannover, Frankfurt/O. und Greifswald nahm er 1996 einen Ruf auf den Lehrstuhl für Bürgerliches Recht, Handels- und Wirtschaftsrecht sowie Rechtsinformatik an der Carl von Ossietzky Universität Oldenburg an. Taeger war von 2001 bis 2002 und 2004 Dekan der Fakultät für Wirtschafts- und Rechtswissenschaften. 2002 bis 2003 war er Prodekan. In der akademischen Selbstverwaltung wirkte er von 2003 bis 2005 und seit 2011 bis 2015 im Senat der Universität, von 2003 bis 2009 im Fakultätsrat, seit 2009 bis 2019 im Departmentrat Wirtschafts- und Rechtswissenschaften und als stv. Mitglied in der Ethikkommission der Universität mit.
Er war von 2002 bis 2019 Direktor des Instituts für Rechtswissenschaften. Von 2003 bis 2009 war er zudem Direktor des Center für Lebenslanges Lernen (C3L) der Universität, dem Wissenschaftlichen Zentrum für Forschung, Entwicklung und Durchführung von Weiterbildungsangeboten und berufsbegleitenden Studiengängen. Im C3L leitete er bis 2023 den juristischen weiterbildenden, berufsbegleitenden Masterstudiengang  „Informationsrecht (LL.M.)“. 2017 wurde er zum Direktor des interdisziplinären wissenschaftlichen Zentrums Recht der Informationsgesellschaft (ZRI) gewählt.
Die Universität Babeş-Bolyai aus Cluj-Napoca (Rumänien) verlieh ihm 2019 den Titel eines  „Professor honoris causa“. Taeger wurde im WS 2008/09 mit dem  „Preis der Lehre“ der Universität Oldenburg ausgezeichnet.
Von 2011 bis 2020 war Taeger Studienleiter der Verwaltungs- und Wirtschaftsakademie Oldenburg e.V. (VWA). Bei DLA Piper war Taeger von 2019 bis 2024 als Rechtsanwalt und Of Counsel tätig. Im Juni 2020 wurde Taeger in den Expertenbeirat Beschäftigtendatenschutz des Bundesministeriums für Arbeit und Soziales (BMAS) berufen, der am 17. Januar 2022 seine Empfehlungen zur Fortentwicklung des Beschäftigtendatenschutzes vorlegte.

## Forschungsschwerpunkte
Der Schwerpunkt seiner Forschungen lag in den Bereichen des Wirtschafts- und Gesellschaftsrechts sowie der Rechtsinformatik und des Informationsrechts, insbesondere des eCommerce-Rechts, des Internetrechts und des Datenschutzrechts. In Drittmittelprojekten leitete er seit 2019 das vom BMWi geförderte interdisziplinäre Projekt HAPTIK (Digitalisierung der Konnossemente mittels Blockchain-Technologie). Im BMBF-geförderten Projekt  „KI-Plattform zum Entwickeln und Testen autonomer Fahrzeuge“ verantwortete er die Datenschutz- und Kartellrechtsfragen. Er befasste sich mit Rechtsfragen des eCommerce im DFG-Projekt  „Rechtssicherheit im Mobile Commerce (McLaw)“, mit der Realisierung elektronischer Lehrangebote im BMBF-Projekt  „Rechtsinformatik Online (RION)“ und im MWK-Projekt  „Multimediales online-Grundstudium (MoGWi)“, mit  „Rechtsfragen des eLearning (el.la)“ und mit  „Rechtsfragen Virtueller Welten“, einem von der Stiftung Bremer Wertpapierbörse geförderten Projekt. Er leitete das vom BMBF geförderte Projekt „Chancen und Risiken von Smart Cams im öffentlichen Raum“ (2015–2017) und wirkte im Projekt der VolkswagenStiftung „Nachhaltige Erfüllung von Mobilitätsbedürfnissen im ländlichen Raum (NeMO)“ mit (2016–2019).

## Mitgliedschaften
- Taeger gehörte zu den Gründern der von der Deutschen Gesellschaft für Recht und Informatik (DGRI) angeregten und 2004 gegründeten Deutschen Stiftung für Recht und Informatik (DSRI), deren Vorstandsvorsitzender er bis Herbst 2021 war.[15] Zu den Aufgaben der Stiftung gehört die Förderung der universitären und beruflichen Ausbildung von Juristen und Informatikern, die sich mit Fragen des Informationsrechts und der Rechtsinformatik befassen. Die DSRI veranstaltet jährlich die Herbstakademie, eine bedeutende Tagung zum IT- und Informationsrecht. Die Stiftung vergibt jährlich einen Wissenschaftspreis und einen Absolventenpreis für Arbeiten auf dem Gebiet der Rechtsinformatik bzw. des Informationsrechts.
- Mitglied der Zivilrechtslehrervereinigung, der Gesellschaft für Informatik (GI) und der Deutschen Gesellschaft für Recht und Informatik, deren Vorstandsmitglied er von 2004 bis 2006 war.
- Ab 2002 Mitglied des Instituts für Informatik OFFIS e.V. und von 2005 bis 2008 Bereichsvorstand Multimedia- und Internettechnologien, von 2016 bis 2021 Mitglied des Verwaltungsrats.[16]
- Ab 2007 Mitglied des wissenschaftlichen Beirats der Gesellschaft für Datenschutz und Datensicherheit e.V. (GDD).[17]
- Von 2009 bis 2024 Mitglied des Vorstands der Stiftung der Oldenburgischen Landesbank.[18]
- Vorsitzender des Vorstandes der Wolfgang-Gewecke-Stiftung für Tier- und Artenschutz.
- Ab 2006 Vorstandsmitglied der Ulrich Bernath Stiftung für Fernstudienforschung.
- Mitglied im Datenschutz-Beirat der Deutschen Bahn.[19]

## Herausgeberschaften
Taeger war Mitherausgeber der Zeitschrift für Product Compliance (ZfPC) und der Zeitschrift Recht der Datenverarbeitung (RDV) sowie Mitglied des wissenschaftlichen Beirats der Fachzeitschriften Kommunikation & Recht (K&R), Zeitschrift für Datenschutz (ZD), Datenschutz und Datensicherheit (DuD) und Telemedicus. Er war Mitherausgeber von Schriftenreihen im OlWIR Verlag und im Nomos Verlag. Im Verlag Recht und Wirtschaft gab er mit Detlev Gabel den Kommentar zur Datenschutz-Grundverordnung (DSGVO), zum BDSG und zum TDDDSG in 4. Auflage heraus. Im Verlag C. H. Beck war er mit Jan Pohle Herausgeber des Loseblattwerks „Computerrechts-Handbuch“. Mit Philipp Ehring (†) war er Herausgeber des Kommentars „Produkthaftungs- und Produktsicherheitsrecht“.